# Cosmin Moți
Cosmin Iosif Moți (ur. 3 grudnia 1984 w Reșicie) – piłkarz rumuński, który grał na pozycji środkowego obrońcy. W latach 2008–2019 reprezentant Rumunii.

## Kariera klubowa
Karierę piłkarską rozpoczął w CSM Reșița, klubie ze swojego rodzinnego miasta. Występował tam w drużynach młodzieżowych. W 2002 roku odszedł do Universitatei Krajowa, w barwach której w sezonie 2002/2003 zaczął występować w rozgrywkach pierwszej ligi rumuńskiej. Debiut Cosmina w lidze miał miejsce 24 maja w przegranym 0:3 wyjazdowym spotkaniu z Ceahlăul Piatra Neamț. W sezonie 2003/2004 zaczął występować w wyjściowej jedenastce klubu z Krajowej i zajął z nią 4. miejsce w lidze. Jednak w 2005 roku Universitatea zajęła 16. pozycję i spadła do drugiej ligi Rumunii.
Latem 2005 roku Moți odszedł z klubu i podpisał kontrakt z jednym z czołowych klubów w Rumunii, Dinamem Bukareszt. Tam stał się podstawowym zawodnikiem drużyny i w 2006 roku zakończył z nią sezon na 3. miejscu w tabeli. W sezonie 2006/2007 wraz z Dinamem został po raz pierwszy w karierze mistrzem Rumunii. Występował też w fazie grupowej Pucharu UEFA (drugi raz z rzędu). Natomiast w 2008 zajął z Dinamem 4. lokatę w Liga I. Latem tego samego roku wypożyczono go do włoskiej AC Sieny. W Sienie spędził pół sezonu i w 2009 roku wrócił do Dinama.
W 2012 roku Moți został zawodnikiem bułgarskiego Łudogorca Razgrad.
W fazie play-off Ligi Mistrzów 2014/2015 w 119. minucie stanął na bramce po czerwonej kartce dla Władisława Stojanowa. W decydującym o awansie konkursie rzutów karnych obronił dwa strzały przeciwnika, zapewniając swojej drużynie awans do fazy grupowej.
| Sezon   | Klub                  | Kraj     | Rozgrywki | Mecze | Bramki |
| ------- | --------------------- | -------- | --------- | ----- | ------ |
| 2002/03 | Universitatea Krajowa | Rumunia  | Divizia A | 2     | 0      |
| 2003/04 | Universitatea Krajowa | Rumunia  | Divizia A | 17    | 0      |
| 2004/05 | Universitatea Krajowa | Rumunia  | Divizia A | 20    | 0      |
| 2005/06 | Dinamo Bukareszt      | Rumunia  | Divizia A | 27    | 1      |
| 2006/07 | Dinamo Bukareszt      | Rumunia  | Divizia A | 29    | 1      |
| 2007/08 | Dinamo Bukareszt      | Rumunia  | Liga I    | 23    | 1      |
| 2008/09 | AC Siena              | Włochy   | Serie A   | 4     | 0      |
| 2008/09 | Dinamo Bukareszt      | Rumunia  | Liga I    | 5     | 0      |
| 2009/10 | Dinamo Bukareszt      | Rumunia  | Liga I    | 24    | 1      |
| 2010/11 | Dinamo Bukareszt      | Rumunia  | Liga I    | 28    | 0      |
| 2011/12 | Dinamo Bukareszt      | Rumunia  | Liga I    | 25    | 2      |
| 2012/13 | Łudogorec Razgrad     | Bułgaria | A PFG     |       |        |

## Kariera reprezentacyjna
W reprezentacji Rumunii Moți zadebiutował 6 lutego 2008 roku w przegranym 0:1 towarzyskim spotkaniu z Izraelem. Wiosną tego roku został powołany przez selekcjonera Victora Pițurkę do kadry na Euro 2008.

## Sukcesy
Dinamo Bukareszt
- Mistrzostwo Rumunii (1): 2006–07
- Puchar Rumunii (1): 2011–12
- Superpucharu Rumunii (1): 2005

Łudogorec Razgrad
- Mistrzostwo Bułgarii (9): 2012–13, 2013–14, 2014–15, 2015–16, 2016–17, 2017–2018, 2018–2019. 2019–2020, 2020–2021
- Puchar Bułgarii (1): 2013–14
- Superpuchar Bułgarii (4): 2012, 2014, 2018, 2019

Indywidualne
- Najlepszy obcokrajowiec ligi Bułgarska: 2014
- Najlepszy obrońca ligi Bułgarskiej: 2014